# Donahue (Iowa)
Donahue é uma cidade localizada no estado americano de Iowa, no Condado de Scott.

## Demografia
Segundo o censo americano de 2000, a sua população era de 293 habitantes.
Em 2006, foi estimada uma população de 291, um decréscimo de 2 (-0.7%).

## Geografia
De acordo com o United States Census Bureau tem uma área de
0,9 km², dos quais 0,9 km² cobertos por terra e 0,0 km² cobertos por água. Donahue localiza-se a aproximadamente 208 m acima do nível do mar.

## Localidades na vizinhança
O diagrama seguinte representa as localidades num raio de 12 km ao redor de Donahue.